# 鱼讯
鱼讯（1920年—2002年），原名鱼清佐，男，陕西白水人，中国剧作家、戏曲理论家，中国戏剧家协会理事。